# أرييل زاباتا
أرييل زاباتا (بالإسبانية: Ariel Zapata)‏ هو لاعب كرة قدم أرجنتيني في مركز الوسط، ولد في 2 سبتمبر 1974 في فلورنسيو فاريلا في الأرجنتين. لعب مع إستوديانتيس دي لا بلاتا ونيولز أولد بويز.